# Runaway (Bon Jovi)
Runaway è una canzone dei Bon Jovi, scritta da Jon Bon Jovi e George Karak. Fu il singolo di debutto del gruppo, e anticipò l'uscita del loro primo album in studio, Bon Jovi, nel tardo 1983. Raggiunse la top 40 della Billboard Hot 100, alla posizione numero 39.
Fino al The Circle Tour del 2010, Runaway è stata l'unica canzone dei primi due dischi della band (Bon Jovi e 7800° Fahrenheit) a venire quasi regolarmente suonata dal vivo nei concerti del gruppo. In alcune sue esibizioni, Richie Sambora era solito fare un assolo di chitarra verso la fine del brano, che non era presente nella versione originale registrata in studio. Una versione dal vivo di Runaway è presente nel disco One Wild Night Live 1985-2001, oltre che nel DVD The Crush Tour e nei contenuti speciali della registrazione Live at Madison Square Garden. Inoltre, il brano fa parte del primo Greatest Hits del gruppo, Cross Road, pubblicato nel 1994.
Una cover in versione dance di Runaway è stata pubblicata nel luglio del 2008 da "DJ Freddy Retro featuring Jim Davis Jr.". Lo stesso anno, inoltre, il brano è stato usato in alcuni spot pubblicitari della MasterCard trasmessi negli Stati Uniti.

## Genesi e contesto
Pensata nel 1980, Runaway fu originariamente registrata lo stesso anno tra le numerose demo che Jon Bon Jovi effettuò ai Power Station Studios, studi di registrazione il cui co-proprietario era suo cugino Tony Bongiovi.
Nel 1982, la WAPP 103.5FM "The Apple", radio locale del New Jersey, dove ascoltarono la canzone, e se innamorarono così tanto da inserirla in una loro compilation di talenti locali. I musicisti che contribuirono alla registrazione del brano, noti come "The All Star Review", furono: i chitarristi Dave Sabo (soprannominato "The Snake") e Tim Pierce, il tastierista Roy Bittan, il batterista Frankie LaRocka, e il bassista Hugh McDonald.
Nel 1983, la stessa emittente radiofonica indette una gara, svoltasi in collaborazione con la St. John's University di New York, per cercare il miglior gruppo libero da mettere sotto contratto. A vincere il concorso fu proprio Runaway, che divenne subito un successo dell'estate di quell'anno. Questo permise a Jon di firmare il suo primo contratto con la Mercury Records, parte della società PolyGram. A quel punto, Jon Bon Jovi necessitava solamente di un gruppo.
Nel marzo del 1983, Jon chiamò il tastierista David Bryan, che a sua volta portò il bassista Alec John Such, insieme un batterista esperto di nome Tico Torres. In quel lasso di tempo, il chitarrista della band rimase Dave Sabo, che in seguito formerà e fare parte degli Skid Row. Sabo non fu mai totalmente d'accordo con il sound troppo "glam" che Jon e compagni ricercavano, e per questo venne scalzato dall'arrivo di Richie Sambora. Per il nome ufficiale del gruppo si pensò dapprima a "Victory", ma poi lo staff A&R della Mercury Records fece giustamente notare la popolarità che Jon aveva già raggiunto con il suo nome, convincendo così la band a chiamarsi "Bon Jovi".
Nel gennaio del 1984, il gruppo pubblicò il suo album di debutto, Bon Jovi, che altro non fece che aumentare ancora di più la popolarità di Runaway, che subito divenne la hit di punta del disco.

## Videoclip
Il videoclip di Runaway è stato girato a San Francisco, in California, presso un ristorante situato nella piazza di Union Square. Nonostante il brano sia stato registrato in studio da Jon Bon Jovi con i cosiddetti "The All Star Review", nel video compaiono normalmente i membri della formazione dei Bon Jovi. Durante la lavorazione del video, furono in molti ad assistere alle varie riprese, nonostante ai tempi il gruppo non era ancora famoso. Nel clip, però, non compare nessun pubblico, e le persone lì presenti alla fine vi fecero solo piccole comparsate.
In un'intervista del 1986 con la rivista Spin, Jon Bon Jovi ha avuto parole dure per il video di Runaway. Il cantante ha detto:
Jon è tornato a parlare del video nel 2014:
Nonostante ciò, continua a dirsi molto orgoglioso del brano in sé.

## Classifiche
| Classifica (1984) | Posizione massima |
| ----------------- | ----------------- |
| Australia         | 105               |
| Stati Uniti       | 39                |

## Formazione
- Jon Bon Jovi - voce
- Dave Sabo - chitarra solista, seconda voce
- Roy Bittan - tastiere, seconda voce
- Hugh McDonald - basso, seconda voce
- Frankie LaRocka - batteria, percussioni

Altri musicisti
- Tim Pierce - chitarra